# (400268) 2007 RO149
(400268) 2007 RO149 es un asteroide perteneciente al cinturón de asteroides, descubierto el 12 de septiembre de 2007 por el equipo del Catalina Sky Survey desde el Catalina Sky Survey, Arizona, Estados Unidos.

## Designación y nombre
Designado provisionalmente como 2007 RO149.

## Características orbitales
2007 RO149 está situado a una distancia media del Sol de 2,345 ua, pudiendo alejarse hasta 2,934 ua y acercarse hasta 1,756 ua. Su excentricidad es 0,251 y la inclinación orbital 6,070 grados. Emplea 1312,26 días en completar una órbita alrededor del Sol.

## Características físicas
La magnitud absoluta de 2007 RO149 es 17,8.